# Свуп (парашютизм)
Свуп (англ. Swoop) — пилотирование высокоскоростных куполов в парашютном спорте. Первый официальный чемпионат мира по «Пилотированию скоростных куполов» прошёл в 2006 году в Австрии. Свуп является экстремальным видом спорта, так как полёт на очень высокой скорости производится очень низко над землёй. Скорость спортсмена в развороте может доходить до 180 километров в час, а горизонтальная скорость - до 130 километров в час. Рекорд мира по скорости поставил итальянский спортсмен итал. Mario Fattoruso: 70 метров за 1,943 секунды
Оценочными являются: 
- приземления на точность;
- приземления на скорость;
- на дальность горизонтального полёта на высоте менее метра над поверхностью земли или водоёма.

Такие задания могут также и сочетаться. Спортсменам выставляется комплексная судейская оценка. Для свупа используются парашюты с очень высокими лётными характеристиками.
Свуп-понд («лужа» на парашютном сленге) — небольшой водоём, глубиной от 1 м, шириной 15 и длиной приблизительно 45—50 м для выполнения свуп-прыжков (парашютист пролетает над поверхностью воды, касаясь поверхности ногой).
- Пролёт через «ворота»